# مالیات در ایران
در ایران سازمان امور مالیاتی کشور زیرمجموعه وزارت دارایی و امور اقتصادی، نهاد دولتی مسئول وضع و جمع‌آوری مالیات است. در سال ۲۰۰۸، حدود ۵۵٪ بودجه دولت از محل نفت و گاز طبیعی و بقیه از محل مالیات و سایر درآمدها تأمین می‌شد. تخمین زده شده‌است که حدود ۵۰٪ از تولید ناخالص داخلی ایران در سال مالی ۲۰۰۴ از مالیات معاف بوده‌است. در واقع میلیون‌ها نفر در ایران مالیات نمی‌دهند و بنابراین خارج از اقتصاد رسمی فعالیت می‌کنند.
در بخشی از برنامه اصلاح اقتصادی ایران، دولت پیشنهاد افزایش مالیات بر درآمد تجار طلا، فولاد، پارچه و سایر بخش‌ها را پیشنهاد کرده‌است، این امر باعث شد برخی از بازرگانان اعتصاب کرده و دست از فعالیت بکشند. در سال ۲۰۱۱، دولت اعلام کرد که در مرحله دوم برنامه اصلاحات اقتصادی، هدف آن افزایش درآمدهای مالیاتی، ساده‌سازی روش محاسبه مالیات، شناسایی مالیات‌گیری مجدد، مکانیزه کردن سیستم مالیات، تنظیم معافیت‌های مالیاتی و جلوگیری از فرار مالیاتی است.

## بودجه دولت
دولت ایران می‌تواند با اعمال اصلاحاتی، درآمد مالیاتی خود را ۲٫۵ برابر کند. در سال ۲۰۱۲، مالیات ۴۳٪ از درآمد دولت و ۷٪ از تولید ناخالص داخلی ایران بوده‌است. گزارش مجمع تشخیص مصلحت نظام افزایش این سهم به ۱۵ درصد از تولید ناخالص داخلی را توصیه کرده‌است. در سال ۲۰۱۴، سهم مالیات‌های مستقیم از کل درآمد مالیاتی حدود ۷۰ درصد بود. ده درصد پردرآمد جامعه ایران ۳ درصد از کل مالیات بر درآمد را پرداخت می‌کنند، در حالی که در ایالات متحده ۱۰ درصد پردرآمد بیش از ۷۰ درصد از کل مالیات بر درآمد را پرداخت می‌کنند. البته الیاس حضرتی رئیس وقت کمیسیون اقتصادی مجلس گفته‌است که ۸۵٪ از درآمد مالیاتی ایران از کمتر از ۳٪ از مودیان می‌آید.

### فرار مالیاتی
مطابق گفتهٔ مجمع تشخیص مصلحت نظام، بیش از ۶۰٪ فعالیت‌های اقتصادی در ایران اجتناب یا فرار مالیاتی دارند: ۴۰٪ از فعالیت‌های اقتصادی تحت معافیت است و ۲۱٪ دیگر نیز خارج از مبادی رسمی انجام می‌شود (2012). ایران هر ساله بین ۱۲ تا ۲۰ میلیارد دلار از اجتناب و فرار مالیاتی ضرر می‌کند. با این حال در سال مالی ۲۰۱۸، سازمان امور مالیاتی، تنها توانست ۱۸۴ تریلیون ریال ایران را از طریق حسابرسی مالیات‌های پرداخت نشده جمع‌آوری کند. در سال ۲۰۱۵، مجلس ایران تصمیم گرفت مالیاتی را برای ستاد اجرایی فرمان امام و سپاه پاسداران انقلاب اسلامی وضع کند.
فرارکنندگان مالیاتی معمولاً یا در فعالیت‌هایی در بخش خاکستری اقتصاد یا در بازار زیرزمینی مشارکت می‌کنند. دیگران به قاچاق و فعالیت در بازار سیاه مشغول هستند. ضرر و زیان این قبیل فعالیت‌ها معادل ۲۰ تا ۲۵ درصد تولید ناخالص داخلی کشور است. در سال ۲۰۱۴، رسانه‌های بین‌المللی گزارش دادند که برخی اتباع ایرانی در لیست فرار کنندگان مالیات در سوئیس قرار دارند.
در سال ۲۰۱۹، درآمد مالیاتی ایران پس از سخت‌گیری‌های مالیاتی ۳۵٪ افزایش یافت.
تا قبل از سال 1394 فرار مالیاتی در ایران جرم محسوب نمی شد، اما با اصلاحیه 31 تیرماه 1394 قانون مالیات های مستقیم، فرار مالیاتی به عنوان جرم مالیاتی تعریف شد.

## مالیات بر درآمد

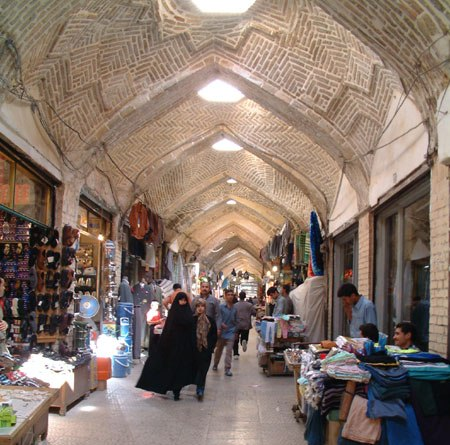

درآمد کسب شده توسط افراد به پنج دسته تقسیم شده و از هر دسته با قوانین خاص خود و به‌طور جداگانه مالیات گرفته می‌شود.
- حقوق و دستمزد (نرخ مالیات برای کارمندان بخش عمومی: ۱۰٪؛ سایر بخشها: ۱۰ تا ۳۵٪)؛[۱۵]
- درآمد از مشاغل، تجارت و منابع متفرقه. (اطلاعات بیشتر در اینجا)

مطابق ماده ۸۴ مالیات مستقیم ایران، نرخ تمام دستمزد کارکنان از ابتدای سال مالی ۱۳۹۶ به شرح زیر است:
هر ساله معافیت مالیاتی دستمزد سالانه توسط سازمان امور مالیاتی اعلام می‌شود، نرخ مالیات بر درآمد تا این سطح برابر صفر است.
نرخ مالیات برای افرادی که تا ۵ برابر میزان درآمد مشمول معافیت، درآمد دارند ۱۰٪ است.
نرخ مالیات برای بیش از این سطح ۲۰٪ است.
- درآمد ناگهانی یا بادآورده (اطلاعات بیشتر در اینجا)
- درآمد املاک و مستغلات
- درآمد حاصل از کشاورزی

از آنجایی که درآمد مشمول مالیات متشکل از حقوق و مزایا است، کارفرمایان موظفند کسر مالیات لازم را از لیست حقوق و دستمزد کارمندان خود انجام دهند و آنها را به مقامات مالیاتی تحویل دهند. اما در هنگام محاسبه درآمد مشمول مالیات، اعمال معافیت و کسورات مجاز است. در سال ۲۰۰۹، فقط کارمندان دولت سهم عادلانهٔ مالیات بر درآمد خود را پرداخت می‌کردند.
افراد با تابعیت ایرانی مقیم ایران مشمول مالیات بر تمام درآمد خود هستند؛ چه این درآمد در ایران کسب شده باشد و چه در خارج از کشور. اتباع خارجی که در ایران کار می‌کنند نیز بر اساس حقوقشان مشمول همان نوع مالیات بر درآمد می‌شوند. افراد غیر مقیم فقط بر درآمد حاصل از فعالیت‌های خود در ایران، مالیات پرداخت می‌کنند. کارکنان خارجی نمی‌توانند ویزای خروج از ایران را دریافت کنند مگر اینکه اثبات کنند که مالیات خود را پرداخت کرده‌اند؛ و از آنجا که اگر حضور آن‌ها در ایران مبتنی بر اجازه کار باشد، نیاز به گرفتن مجوز خروج دارند، دولت می‌تواند به راحتی این قانون را اجرا کند. دولت با توجه به موقعیت شغلی و کشور مبدأ، حقوق مشخصی برای کارمندان فرض می‌کند. حداقل حقوق ماهانه فرض شده در سال ۲۰۰۴ از ۲۵۰۰ دلار برای کارگران غیر ماهر اروپایی تا ۷۰۰۰ دلار برای مدیران عامل اجرایی اروپایی است.
| درآمد به ریال ایران                               | نرخ مالیات بر درآمد |
| ------------------------------------------------- | ------------------- |
| حداکثر ۳۰٬۰۰۰٬۰۰۰ (۳۰۰ دلار آمریکا)               | ۱۵٪                 |
| ۳۰٬۰۰۰٬۰۰۰ تا ۱۰۰٬۰۰۰٬۰۰۰ (۱٬۷۶۷ دلار آمریکا)     | ۲۰٪                 |
| ۱۰۰۰۰۰٬۰۰۰ تا ۲۵۰٬۰۰۰٬۰۰۰ (۲٬۶۹۱ دلار آمریکا)     | ۲۵٪                 |
| ۲۵۰٬۰۰۰٬۰۰۰ تا ۱٬۰۰۰٬۰۰۰٬۰۰۰ (۱۷٬۶۶۶ دلار آمریکا) | ۳۰٪                 |
| بیش از ۱٬۰۰۰٬۰۰۰٬۰۰۰ (۱۷٬۶۶۶ دلار آمریکا)         | ۳۵٪                 |

### مالیات‌های اسلامی
علاوه بر این مالیات‌های اجباری، از سال ۲۰۰۷، مالیات‌های اسلامی به صورت داوطلبانه جمع‌آوری می‌شوند. از جمله این مالیات‌ها می‌توان خمس وزکات را نام برد که نرخ متغیری دارد و اهداف خیرخواهانه دارد. همچنین خراج نیز نوعی مالیات بر زمین است که نرخ آن یک دهم ارزش محصولات زراعی است مگر آنکه زمین معاف از مالیات باشد.

## انواع مالیات

#### ۱- مالیاتهای مستقیم
این دسته از مالیات‌ها مستقیماً از دارائی یا درآمد افراد وصول می‌گردد و شامل مالیات بر دارائی و مالیات بر درآمد می‌باشد.

##### الف: مالیات بر دارائی
- مالیات بر ارث
- حق تمبر

##### ب: مالیات بر درآمد
- مالیات بر درآمد اجاره املاک
- مالیات بر درآمد کشاورزی
- مالیات بر درآمد حقوق
- مالیات بر درآمد مشاغل
- مالیات بر درآمد اشخاص حقوقی
- مالیات بر درآمد اتفاقی
- مالیات بر خودروهای لوکس
- مالیات بر خانه های گران قیمت
- مالیات بر خانه های خالی

#### ۲ - مالیاتهای غیر مستقیم
مالیاتهای غیر مستقیم که بر قیمت کالاها و خدمات اضافه شده و به مصرف‌کننده تحمیل می‌گردد بر دو نوع است:

##### الف: مالیات بر واردات
- حقوق گمرکی
- سود بازرگانی
- ۱۰۰ ٪ از مبلغ اتومبیل‌های وارداتی
- ۱۵٪ حق ثبت

##### ب: مالیات بر مصرف و فروش
- مالیات بر فراورده‌های نفتی
- مالیات تولید الکل طبی و صنعتی
- مالیات نوشابه‌های غیر الکلی
- مالیات فروش سیگار
- مالیات اتومبیل
- ۱۵٪ مالیات اتومبیل‌های داخلی
- مالیات فروش خاویار
- مالیات حق اشتراک تلفن خودکار و خدمات بین‌الملل
- مالیات ضبط صوت و تصویر
- مالیات نقل و انتقال شناورها
- موارد متفرقه

مالیات بر ارزش افزوده
در سال ۱۳۶۶ برای اولین بار لایحهٔ مالیات بر ارزش افزوده به مجلس ارائه شد و پس از تصویب ۶ ماده از آن بنا به تقاضای دولت و به دلیل اجرای سیاست "تثبیت قیمتهاً به دولت بازگردانده شد. در سال ۱۳۷۰ بخش امور مالی صندوق بین‌المللی پول، در راستای اصلاح نظام مالیاتی جمهوری اسلامی ایران، اجرای سیاست مالیات بر ارزش افزوده را به عنوان یکی از عوامل اصلی افزایش کارایی و اصلاح نظام مالیاتی پیشنهاد کرد. این مالیات مورد بررسی‌های گوناگون قرار گرفت ولی در عمل به اجرا در نیامد تا این که قانون مالیات بر ارزش افزوده با اختیارات ناشی از ماده ۸۵ قانون اساسی جمهوری اسلامی ایران در ۵۳ ماده و ۴۷ تبصره در تاریخ ۱۳۸۷/۲/۱۷ در کمیسیون اقتصادی مجلس شورای اسلامی تصویب شد و از تاریخ اول مهرماه ۱۳۸۷ به اجرا گذاشته شد.
مالیات خرید و فروش ارز